# TEXHNOLYZE
『TEXHNOLYZE』（テクノライズ）は、日本のアニメ作品。2003年4月16日から9月24日にフジテレビ深夜枠にて放送。全22話。

## ストーリー
舞台は、絶望と暴力に支配され荒廃した都市・流9洲（ルクス）。老朽化したこの街は現在、外界からのネットワークから外されて孤立しており、街から他の都市へ行くことは困難だが、逆に行き場を失くした者達が流れ着く、吹き溜まりの場所と化していた。
生きるために賭けボクシングで生計を立てる少年・櫟士、近い未来を見ることの出来る少女・蘭、街の声を聞くことの出来るオルガノの長・大西京呉、そして未来の義肢である「テクノライズ」の技術に魅せられクラースから降りてきた科学者・ドク。
ある日、この地に外界から吉井一穂という男が現れる。ある野望を遂行すべく降り立ったこの男の来訪により、流9洲に様々な事件が発生し、やがて街全体を巻き込む事態へと発展していく。

## 登場人物

### 主要人物
櫟士（いちせ）
声 - 羽賀聖
本作の主人公。元賭けボクサーの少年。19歳。オルガノに繋がりのある娼婦を殴ったことでオルガノと対立し右腕と左足を切り落とされ、瀕死の状態で彷徨っていたところをドクに拾われテクノライズを受けることになる。幼少時、父親が処刑され、後に母親とも死別して天涯孤独の身となる。訳あって父親を憎悪している。寡黙だが、生きることへの執着心が強い。
蘭（らん）
声 - 伊藤静
本作のヒロイン。未来を見る特殊能力を持つ14歳の少女であり、流9洲で花売りをしている。ガベでは「物見」として崇められており、彼女に手を出すとガベから酷い目に遭う。両親がおらず、ガベの長老に育てられた。白狐のお面を付けている。寡黙で無表情。

#### オルガノ
大西 京呉（おおにし けいご）
声 - 土田大
流9洲を支配するオルガノの幹部。32歳。幼少時に両足をテクノライズしている。現在、療養中の後藤に代わって、オルガノの長を務めている。「街の声」を聞き、流9洲での争いを防ごうとする。
広田 道子（ひろた みちこ）
声 - 佐久間紅美
大西の秘書で愛人。25歳。
後藤 博久（ごとう ひろひさ）
声 - 柴田秀勝
オルガノ後藤事務所代表。70歳。脚が悪く車椅子に乗っている。蘭の言葉に混乱する櫟士に、助言を与える。
伊崎 隆一（いざき りゅういち）
声 - 岸野一彦
オルガノ伊崎事務所代表。67歳。
中原 卓也（なかはら たくや）
声 - 川田紳司
オルガノ後藤事務所所属。27歳。入院中の後藤の代表代行を務める。
水野 圭太郎（みずの けいたろう）
声 - 亀井三郎
オルガノ水野事務所代表。42歳。大西の失脚を狙う。
古波蔵 文憲（こはくら ぶんけん）
声 - 大塚芳忠
オルガノ古波蔵事務所代表。33歳。男色家。
園田 彰久（そのだ てるひさ）
声 - 江川央生
オルガノ園田事務所代表。37歳。武闘派。
辻中 信一郎（つじなか しんいちろう）
声 - 筈見純
オルガノ辻中事務所代表。65歳。叩き上げの古参幹部。
遠山 治彦（とおやま はるひこ）
声 - 星光明
オルガノ古波蔵事務所所属の少年。オルガノに入った櫟士の兄貴分となる。父親を憎悪している。足をテクノライズしている。
石井 響介（いしい きょうすけ）
声 - 田中正彦
オルガノ辻中事務所所属。30歳。櫟士の手足を切り落とした。
川又 健司（かわまた けんじ）
声 -
オルガノ辻中事務所所属。29歳。
八木 橋三郎（やぎ はしさぶろう）
声 - 樫井笙人
オルガノ後藤事務所所属。31歳。通称サブ。

#### クラース
伽丿（かの）
声 - 田中嘉治郎
クラースの首領の息子（孫）。青い髪を持ち、両足にテクノライズをしている。後にテクノライズ化兵士群「SHAPES」を使って蜂起する。
ドク / 鎌田 江里子（かまた えりこ）
声 - 二木静美
テクノライズを研究する女性科学者。26歳。元々は丘の上のクラースの人間であり、街で唯一伽丿のことを知っている。櫟士にテクノライズを施した。テクノライズを単なる肉体を補う装置ではなく人間が進化する手段と見ている。技師として大西のテクノライズのメンテナンスも行っている。

#### ラカン
シンジ
声 - 北出真也
ラカンのリーダー。22歳。指をテクノライズしている。気ままに生きる反面、自身の将来を危惧している。
ハル
声 - 岡田三利
ラカンのナンバー2。20歳。左腕をテクノライズしている。軽率でお調子者だが、実力はある。アフロヘアが特徴。
ヨーコ
声 - 甲斐田裕子
ラカンの少女。シンジの恋人だが、実はハルとも付き合っている。

#### 救民連合
木俣 元治（きまた げんじ）
声 - 中田譲治
オルガノに抵抗する「救民連合」の指導者にしてカリスマ的存在。37歳。本人はテクノライズを受けている。
乾 健（いぬい けん）
声 - 佐々木誠二
「救民連合」のナンバー2で、近衛部隊長を務める。34歳。組織を統率するアジテーションを披露する。

### その他の人物
ガベの長老
声 - 小山武宏
ガベの指導者で、蘭の育ての親。
吉井 一穂（よしい かずほ）
声 - 井之上隆志
市庁舎所員。28歳。流9洲とは別の場所の出身であり、流9洲を戦場にしようと企む。誰に対しても馴れ馴れしい話し方をする。胸部に機械のような装具を付けているが、本人によればテクノライズではない。銃器の扱いに慣れており、電話線を組み替えて回線を乗っ取るなど工学的知識がある他、戦闘にも長けている。
咲村 達也（さきむら たつや）
声 - 外崎明彦
流9州の電車の車掌であり、吉井と同じく市庁舎の所属であり、出身も同じである。35歳。
鷺沼 圭市（さぎぬま けいいち）
声 - 水下きよし
地上世界での実質的な代表者であり、咲村や吉井の上司にあたる。SHAPESの地上世界への侵攻を知らせにきた櫟士たち一行を少女の姿で出迎える。その実体は人類種の限界を表すかのように下半身をテクノライズとは別の機械で補助された老齢の男性。人類は種として老いたと説き、その生存に対して希望を持っていない。しかし生きることに強い執着心を持つ櫟士には興味を抱き地上に残って欲しいと櫟士に訴えた。

## 用語
テクノライズ
機械式の義肢で、人体との融合を目的とした科学技術。本来は人体を補完する義肢のような物だが、中には刺青感覚でテクノライズをしている者もいる。テクノライズされた人間を「テクノライズド」と呼ぶ。神経系に直結したインターフェースにより管理されている。視界にテクノライズから入った様々な情報が視認可能な形として現れる。但し、慣れるまでに時間がかかる。通常テクノライズはオベリスクからの非接触電力伝送により常時機能することが可能であるが、万一電力の供給が絶たれた時はバッテリーユニットを取り付けることにより一定時間オベリスクからの電力供給なしに活動することもできる。なお、神経系に直結されているとは言え痛みを感じることはなく、また、銃弾を止める、壁を破壊するなど、作りも非常に頑強である。
流9洲（ルクス）
暴力と絶望に支配された街。実は地下街で、通風口より光を当て人為的に「昼」を作っている。地上への交通手段は地下鉄道か通風口、および通風孔に備え付けられた階段の3つしかない。抗争などで人為的に切り落とされた者を除いても、先天的に四肢のいずれかを欠損した住人が多い。そのため義肢であるテクノライズはありふれた存在となっている。経済の基盤はラフィアの地上への輸出であり、それがなければとうに滅びている都市だという。
オベリスク
街の中央に建設された記念碑であり、シンボル。テクノライズに電力を送っている。入口がない、いわゆるブラックボックスである。
賭けボクシング
テクノライズされていない2人のボクサーを、どちらかが再起不能になるまで殴り合わせゲーム。怪しげな酒場で行われる。本編直前までの櫟士はこれで生計を立てていた。
ラフィア
オベリスクの地下にあるゴミ処理場で採取される苔の花。ここの溶解液の水面近くから発生する。人体の免疫機能を阻害させ、テクノライズを神経系と直接接続する技術を支えているほか、地上へ輸出することで流9洲の経済基盤ともなっている。ただ、全てにおいて優性な遺伝子を持つ地上の住人に四肢欠損者が現れることはまずなく、実質ラフィアの輸入は地上にとっては形式的なものとなり果てている。
ガベ
長老を中心とした村落であり、「ヤマ」とも呼ばれている。「物見」（本作では蘭のこと）と呼ばれる預言者の言葉に従っている。元は鉱業の街として都市部から離れていたが、街の暴力的な統治から離脱する形で独立した。
オルガノ
流9洲を支配するヤクザ組織。街の中で最も勢力が強く、街の自治・行政を担う。テクノライズドが多く所属し、ガベとも関わりがある。トップは大西。実体は目的を異にする組織の集まりに過ぎないが、本部組織を中心に「街の声」に従い大西が統率を行うことで一応1つの組織として保てている。このような組織の性質上、定期的に幹部会議を行っている。
救民連合
オルガノに対立する労働者達の集まりだが、街の運営という事で、仕事をオルガノから貰っている。「心・身・誠・救・済」が合言葉。肉体原理主義でテクノライズを禁じている。
ラカン
シンジを頭とする下層市民のグループであり、『龍の巣』というクラブで暮らしている。自由を尊重しており、組織に縛られないことから、若者を中心にメンバーが増えているが、組織力はない。一方で、オルガノや救民連合に刃向かう組織化も計っている。
クラース
オルガノに統治権を与えている流9洲の特権階級であり、ドクはこの出身である。丘の上のドームで暮らしており、街に降りる事はあまりない。通常はドームのゲートは封鎖されており、クラースにとって好ましくないとされた訪問者は球体状の兵器による容赦ない攻撃を受ける。
SHAPES（シェイプス）
クラース（伽丿）の技術により製造された元人間で、臓器が詰まった緑色の芋虫部分からテクノライズ外骨格と首で切断された頭部がケーブルで連結されており、これだけで（頭部と意識は）半永久的に生存できるらしい。また外骨格の前面に芋虫部分の一端が見える。物語中では伽丿をリーダーとする私兵組織として出現。通常の火器の他鉄扉を大きくえぐり取る大型ライフルで武装しており、基本的に集団で行動する。また伽丿に捕えられた流9洲の人間がSHAPESに「加工」されることもある。
地上
”流9洲”と列車トンネルで結びついている、一見落ち着いた田舎町のような雰囲気の土地。過去に地下街”流9洲”を造り、遺伝子に問題があった者や暴力的な衝動を見せる人間をそこに追放・隔離した。流9洲の住人に四肢欠損者が多いのもこのためである。中心部には吉井と咲村が勤務していた市庁舎が存在する。なお、地上には流9洲のオベリスクのようなテクノライズへの給電設備は存在しないため、テクノライズした者が地上で活動するにはバッテリーが必要となる。
地上人（テクノラート）
地上に暮らす人々であり、ドクからは「とうに生存をやめた人類」とみなされている。その実態は幻影のように映る”幽霊”（意識体）と半不死の”実体”で構成されており、多くは意識体で活動しており、作画上では太い陰線の有無で見分けがつく。淘汰と種の劣化が激しかったのか、地上人は流9洲の人々よりも早くに人類種の限界を迎えつつあり、意識体も思考が硬直し無意味な繰り返しが続いている。

## 制作
一部の回で演出及び絵コンテを手掛けた平尾隆之は2020年のインタビューの中で、本作においては、フレアとパラを強調して画面にメリハリをつける手法を取り入れており、自分ではこれが功を奏したと考えていると話している。

## スタッフ
- 監督 - 浜崎博嗣
- 助監督 - 鶴岡耕次郎
- 構成 - 小中千昭
- キャラクター原案 - 安倍吉俊
- キャラクターデザイン - 赤堀重雄
- ビジュアルアドバイザー - 遠藤卓司
- コンセプト・デザイン - 七水号多
- グラフィック・デザイン - 根津典彦
- テクノライズ・デザイン - 早野海兵
- メカニックデザイン - 仲盛文、中島利洋
- 美術監督 - 金子英俊
- 色彩設計 - 小針裕子
- コンポジット・ディレクター（撮影監督） - 尾崎隆晴
- 編集 - 瀬山武司
- 音楽 - 浦田恵司、溝口肇
- アフレコ演出 - 吉田知弘
- エグゼクティブ・プロデューサー - 川村明廣、小林洋輔、丸山正雄
- プロデューサー - ueda yasuyuki、Henry後藤、志方聡、村田好通
- アニメーション制作 - マッドハウス
- 制作 - フジテレビジョン、TEXHNOLYZE製作委員会

## 主題歌

### オープニングテーマ
「GUARDIAN ANGEL (XAVIER'S EDIT)」
作詞・作曲 - BEN WATKINS/MIKE MAGUIRE MUSIC OF THE SPHERE ISLAND, A UNIVERSAL MUSIC COMPANY
歌 - JUNO REACTOR

### エンディングテーマ
「月の詩」
作詞・作曲 - Gackt.C / 歌 - Gackt
「WALKING THROUGH THE EMPTY AGE」（最終回）
作詞 - Chris Mosdell / 作曲・編曲 - 溝口肇 / 歌 - 石田燿子

## 各話リスト
| 話数     | サブタイトル   | 脚本       | 絵コンテ            | 演出                | 作画監督                              |
| -------- | -------------- | ---------- | ------------------- | ------------------- | ------------------------------------- |
| ROGUE 01 | STRANGER       | 小中千昭   | 浜崎博嗣            | 浜崎博嗣            | 赤堀重雄                              |
| ROGUE 02 | FORFEITURE     | 小中千昭   | 浜崎博嗣            | 洪憲杓              | 金鐘學                                |
| ROGUE 03 | TEXHNOPHILE    | 小中千昭   | 松村やすひろ        | 松村やすひろ        | Lee Si Min 渡辺和夫                   |
| ROGUE 04 | SYNAPSE        | 小中千昭   | 松尾衡              | 松尾衡              | 濱田邦彦                              |
| ROGUE 05 | LOITER         | 吉田伸     | 小沢一浩            | 小沢一浩            | 越智信次                              |
| ROGUE 06 | REPETITION     | 小中千昭   | 山本沙代            | 洪憲杓              | 柳瀬雄之                              |
| ROGUE 07 | PLOT           | 高木登     | 小島正幸            | 松村やすひろ        | 渡辺和夫 Lee Si Min                   |
| ROGUE 08 | CRUCIBLE       | 高木登     | 平尾隆之            | 島崎奈々子          | 佐々木守 田中孝弘                     |
| ROGUE 09 | WIGGLE         | 吉田伸     | ところともかず      | 岡嶋国敏            | 石川洋一 赤堀重雄                     |
| ROGUE 10 | CONCLUSION     | 吉田伸     | 山本沙代            | 洪憲杓              | 金鐘學                                |
| ROGUE 11 | VAGRANT        | 高木登     | 兼森義則            | 郷敏治              | 渡辺和夫                              |
| ROGUE 12 | PRECOGNITION   | 小中千昭   | 平松禎史            | 山本沙代            | 恩田尚之                              |
| ROGUE 13 | VISTA          | 高木登     | 林秀夫              | 遠藤卓司            | 濱田邦彦                              |
| ROGUE 14 | REJECTION      | 吉田伸     | 平尾隆之            | 洪憲杓              | 柳瀬雄之                              |
| ROGUE 15 | SHAPES         | 古怒田健志 | 駒井一也            | 駒井一也            | 梅原隆弘                              |
| ROGUE 16 | STRAIN         | 高木登     | 島崎奈々子 佐々木守 | 島崎奈々子          | 佐々木守 田中孝弘                     |
| ROGUE 17 | DEPENDENCE     | 古怒田健志 | 郷敏治              | 郷敏治              | 渡辺和夫                              |
| ROGUE 18 | THRONE         | 吉田伸     | 山本沙代            | 山本沙代            | 恩田尚之                              |
| ROGUE 19 | HEAVENWARD     | 高木登     | 鶴岡耕次郎          | 太田雅彦            | 日向正樹                              |
| ROGUE 20 | HADES          | 小中千昭   | 鶴岡耕次郎          | 洪憲杓              | 谷口守泰 赤堀重雄                     |
| ROGUE 21 | ENCEPHALOPATHY | 小中千昭   | 兼森義則            | 島崎奈々子 平尾隆之 | 濱田邦彦                              |
| ROGUE 22 | MYTH           | 小中千昭   | 佐藤雄三            | 遠藤卓司            | 佐々木守、田中孝弘 恩田尚之、江本正弘 |